# یه‌وا دالیان
یه‌وا به‌نویی دالیان (ارمنی: Եվա Բենոյի Դալյան؛ انگلیسی: Yeva Dalyan؛ زادهٔ ۲۷ فوریهٔ ۱۹۴۹) فیزیک‌دان اهل ارمنستان است.

## زندگی‌نامه
وی در ۲۷ فوریه ۱۹۴۹ در ایروان به دنیا آمد و از دانشگاه دولتی ایروان (۱۹۷۱) فارغ‌التحصیل گشت. 

## یادداشت
1. ↑  ֆիզիկամաթեմատիկական գիտությունների դոկտոր